# بانگی-دونگ
بانگی-دونگ (به لاتین: Bangi-dong) یک منطقهٔ مسکونی در کره جنوبی است.